# NGC 3614A
NGC 3614A (другие обозначения — MCG 8-21-14, PGC 34562) — галактика в созвездии Большая Медведица.
Этот объект не входит в число перечисленных в оригинальной редакции «Нового общего каталога» и был добавлен позднее.